# Plagiotheciopsis oblonga
Plagiotheciopsis oblonga là một loài Rêu trong họ Entodontaceae. Loài này được (Broth.) Broth. miêu tả khoa học đầu tiên năm 1922.